# Фридерсдорф (Шпрее)
Фридерсдорф (нем. Friedersdorf) — посёлок в Германии, в земле Саксония. Подчинён административному округу Дрезден. Входит в состав района Гёрлиц. Подчиняется управлению Нойзальца-Шпремберг. Население 1445 чел. Занимает площадь 10,89 км².
Община подразделяется на 2 сельских округа.

## География и транспорт
Район Фридерсдорф расположен в юго-западной части округа Гёрлиц. Он расположен примерно в 2 км к северо-западу от Эберсбаха в Лужицких горах. Через муниципальную территорию проходит (Дрезден-Штольпен-)Нойзальца-Циттауэр Ландштрассе, сегодня B 96, построенная между 1835 и 1836 годами, а к югу от города проходит граница с Чешской Республикой. Коммуна расположена на участке Золанд–Эберсбах железнодорожной линии Циттау–Дрезден, которая открылась 1 мая 1875 года (см.: Железнодорожная линия Бишофсверда–Циттау). Через город протекает река Шпрее, а ее южным притоком является река Рихтерфлёссель. К северу от деревни находится лес Фридерсдорф, а к югу — Гренцвальд.